# 京都産業大学硬式野球部
京都産業大学硬式野球部（きょうとさんぎょうだいがくこうしきやきゅうぶ、英: Kyoto Sangyo University Baseball Club）は、関西六大学野球連盟に所属する大学野球チーム。京都産業大学の学生によって構成されている。龍谷大とは対抗戦の産龍戦（龍産戦）を実施している。

## 創部
- 1965年（昭和40年）

## 歴史
1965年、京都産業大学の設立とともに創部。当初はキャンパスの片隅で練習していたが、そこも新教室棟の建設で追われた。以降、宇治黄檗球場、北区原谷グラウンド、東山高校山科グラウンドなど練習場所を転々としていた
1966年秋、関西大学野球連合傘下の京滋大学野球連盟（2部リーグ）に加盟。翌1967年春、2部リーグ戦で初出場にして初優勝を遂げ、入替戦で京都府立大を下し京滋大学1部リーグに昇格。
1968年8月、総合グラウンド野球場が完成。早慶両大学硬式野球部を招聘し記念式典及び記念試合を行う。
1969年春、京滋大学1部リーグで初優勝。以降、リーグ戦で7回優勝して入替戦に出場するも旧関西六大学リーグ（旧関六）への昇格を果たせないという苦渋を味わう。
1973年春、3回生小林晋哉らの活躍で8回目の入替戦で関西学院大を下し、念願の旧関六リーグに初昇格。しかし翌1974年春、旧関六最下位となり、入替戦で立命館大に敗れ京滋リーグに再降格。
1981年秋、京滋大学リーグで優勝。続く入替戦で旧関六最下位の立命館を下し、およそ8年ぶりに旧関六に昇格。しかし、同年に連合の分裂に伴い、紆余曲折の末に 分裂当時旧関六リーグ戦4位の大阪商業大と共に京産は新生の関西六大学野球連盟へ所属することとなった。
1985年、堤忠司（通算12勝5敗、87年卒）や寺西秀人（通算24勝12敗、87年卒）らの投手陣や6季連続ベストナインの若狭健司ら3回生の投打の活躍で関西六大学秋季リーグで初優勝。続く関西地区代表決定戦で敗れ明治神宮野球大会（神宮大会）に出場できず。
1990年秋、2回生川端篤志投手（通算28勝11敗）や4回生成本年秀投手（通算10勝3敗、91年卒）らを擁して、龍谷大との優勝決定戦を制し2度目の優勝を遂げる。続く関西代表決定戦で敗れ神宮大会に出場できず。
1992年、4回生になる川端投手や打撃陣では志村幸広らの活躍で春季リーグ戦で優勝し、全日本大学野球選手権大会（第41回）に初出場を果たす。1回戦で秋田経法大を6-2（延長15回）で下すも、2回戦で明治大に2-4で敗退した。
1990年代半ば前半から2000年代に入る頃にかけて、途中山田幸二郎投手擁する神戸学院大の優勝（97年秋）を挟み、大阪学院大と龍谷大の2強のどちらかがリーグ戦で優勝していた。龍谷が99年からリーグ戦4連覇、2001年春は大阪学院、同01年秋・02年春も龍谷が連覇するなど、京産も倉義和捕手（98年卒）や平田憲広投手（通算28勝19敗、00年卒）らを擁するも、この2強の壁を破れずにいた。
2002年秋、4回生光原逸裕（通算22勝10敗）や森田竜平（通算12勝5敗、04年卒）、1回生平野佳寿投手（通算36勝〈現リーグ歴代1位〉11敗、06年卒）らの投手陣を擁してリーグ戦優勝。翌2003年春、2回生の主戦平野佳寿投手らを擁して、創部初のリーグ戦連覇を果たす。02年秋は関西代表決定戦で敗れ神宮大会に出場できず。03年春の第52回全日本大学野球選手権大会は1回戦で東北福祉大に0-1で敗退。
エース平野を擁して、2004年秋・2005年春に2度目のリーグ戦連覇を果たす。04年秋は関西代表決定戦で敗れ神宮大会に出場できず。05年春の第54回全日本大学野球選手権大会は1回戦で愛知学院大を3-1で下し、2回戦で中央学院大に2-6で敗退。
以降のリーグ戦は、途中大阪経済大の連覇（07年春秋）、小林寛投手の大阪学院（10年春）、神戸学院（11年秋）の優勝を挟み龍谷の1強状態となる。
2012年秋・翌2013年春、岩橋慶侍投手（通算30勝12敗、14年卒）らの活躍で、05年春以来、3度目のリーグ戦連覇を遂げる。12年秋は関西代表決定戦で敗れ神宮大会に出場できず。13年春の第62回全日本大学野球選手権大会は初戦2回戦で日本体育大に4-8（延長10回）で敗退。
2014年、津田響と尾嶋佳太の両3回生の投手陣や3回生小南憲吾や2回生藤原隆蒔らの打撃陣を擁し、秋季リーグ戦で優勝。続く関西代表決定戦を勝ち抜き神宮大会（第45回大会）に初出場を果たす。神宮大会1回戦では津田と尾嶋の継投も、4回生玉井大翔や3回生井口和朋らの投手陣擁する東農大オホーツクに0-3で敗退。
以降のリーグ戦は、大阪商業大の1強状態が続くが、京産も2016年春、2018年秋にリーグ戦優勝を遂げている。16年春の第65回全日本大学野球選手権大会は1回戦で富士大に2-4で敗退。18年秋は関西代表決定戦で敗れ神宮大会に出場できなかった。

## 本拠地
- 京都市北区上賀茂神山1-90

## 記録
- リーグ優勝 12回（新関西六大学のみ）
- 全日本大学野球選手権大会には過去5回、明治神宮野球大会には過去1回出場している（2021年春季リーグ終了時点）。

## 主な出身者

### プロ野球選手
- 小林晋哉（阪急ブレーブス）
- 寺西秀人（中日ドラゴンズ）
- 成本年秀（千葉ロッテマリーンズ - 阪神タイガース - ヤクルトスワローズ - 統一ライオンズ）
- 倉義和（広島東洋カープ）
- 光原逸裕（オリックスバファローズ - 千葉ロッテマリーンズ。前京産大監督）
- 平野佳寿（オリックスバファローズ - アリゾナダイヤモンドバックス - シアトルマリナーズ）
- 岩橋慶侍（東京ヤクルトスワローズ）
- 北山亘基（北海道日本ハムファイターズ）

### プロ野球審判員
- 谷博

### アマチュア選手
- 勝村法彦（元京産大監督）